# Stanley Patch
Das Stanley Patch (in Argentinien Banco Stacy ‚Stacybank‘) ist eine Untiefe im Archipel der Südlichen Shetlandinseln. Im Port Foster von Deception Island liegt sie 3 km westnordwestlich des Fildes Point
Lieutenant Commander David Neil Penfold (1913–1991) von der Royal Navy, der an Vermessung von Deception Island zwischen 1948 und 1949 beteiligt war, benannte sie nach Stanley, Hauptstadt der Falklandinseln. Namensgeber der argentinischen Benennung ist dagegen Leutnant Roberto Stacy, der 1814 in der Seeschlacht vor der Isla Martín García an Bord der Fregatte Hércules getötet wurde.